# Maurice Bouton
Pour les articles homonymes, voir Bouton.

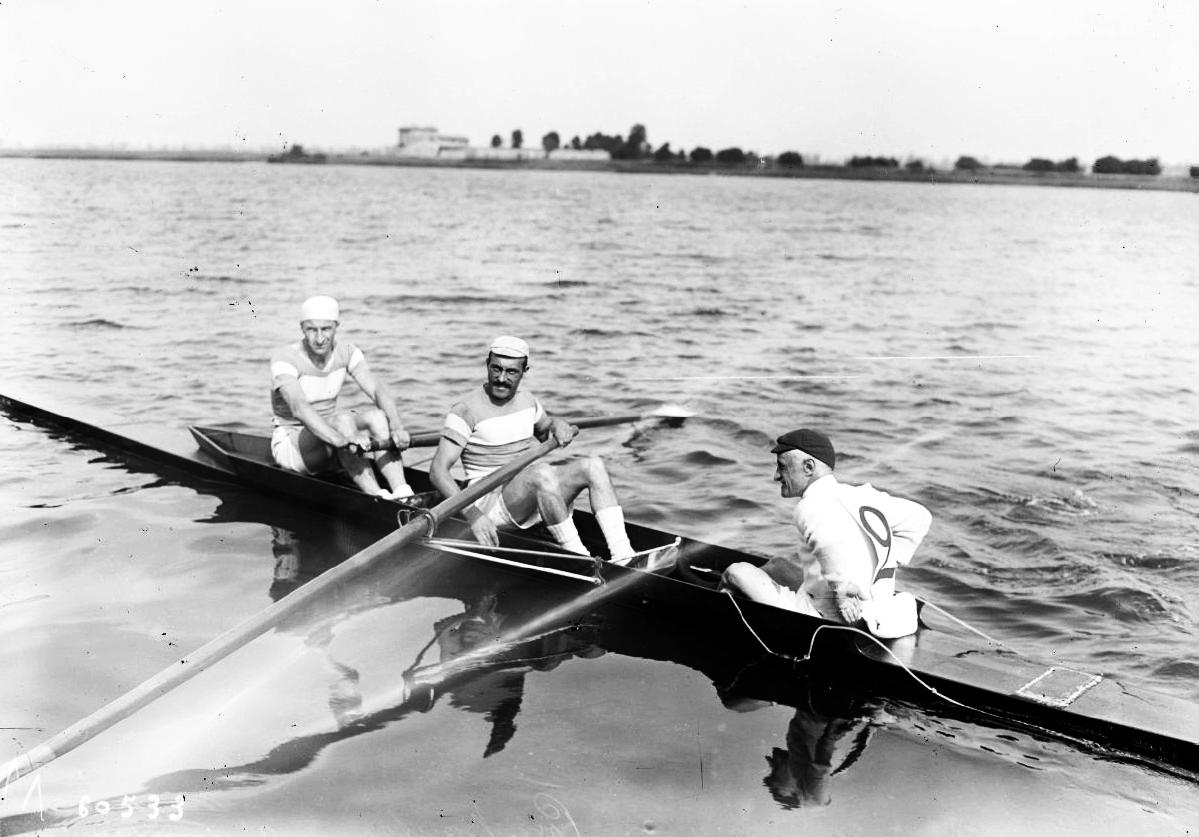
Gabriel Poix (G.) et Maurice Bouton (D.), champions d'Europe du 2 de pointe avec barreur, le 15 août 1920 à Mâcon (pour la Société nautique de la Marne).

Maurice Bouton (nom complet : Maurice Paul René Monney-Bouton) est un rameur français né le 24 février 1892 à Paris et mort le 15 juin 1965 à Clichy. 

## Biographie
Monney, le grand-père de Maurice Bouton, est déjà un spécialiste hors de pair d'aviron à l'époque de Lein, Lacroix et Lambert.
Maurice Bouton a remporté avec Gabriel Poix et Ernest Barberolle (qui est son beau-père) la médaille d'argent en deux avec barreur aux Jeux olympiques d'été de 1920 à Anvers. Il a aussi remporté la médaille d'argent de deux sans barreur avec Georges Piot aux Jeux olympiques d'été de 1924 à Paris.
Il a été membre de la Société Nautique de la Marne.

## Palmarès
- Champion d'Europe en deux de pointe avec barreur homme, en 1913, à Gand, associé à Gabriel Poix.
- Champion d'Europe en deux de pointe avec barreur homme, en 1920, à Mâcon, associé à Gabriel Poix.
- Vice-champion d'Europe en deux avec barreur de L'Encouragement, en 1934, à Lucerne, associé à Batillat[2].
- Vice-champion olympique en 1920, en deux de pointe avec barreur homme, associé à Gabriel Poix et Ernest Barberolle.
- Vice-champion olympique en 1924, en deux de pointe sans barreur homme, associé à Georges Piot.
- Victoire du Huit avec barreur de la Marne, face au Rowing, le 19 avril 1924 (Bouton Chef de nage)[3].
- 4e en deux de pointe avec barreur homme, en 1938, à Milan, associé à Sauvestre[4].
- 6e en deux de pointe avec barreur homme, en 1937, à Amsterdam, associé à Sauvestre.